# لیتل وایت لایز
لیتِل وایت لایز (به انگلیسی: Little White Lies) یک مجلهٔ سینمایی و وب‌سایت بریتانیایی است. این نشریه توسط شرکت رسانه‌ای تی‌سی‌اولندن (انگلیسی: TCOLondon) مستقر در لندن منتشر می‌شود که در سطح بین‌المللی توزیع‌شده و همچنین مجله‌های هاک در سبک DIY را نیز منتشر می‌کند.